# Por Dentro de Minas
O Portal Por Dentro de Minas, mais conhecido como Por Dentro de Minas, é um jornal on line brasileiro sediado na cidade de Belo Horizonte, capital do estado do Minas Gerais fundado em 1 de abril de 2014 . O Por Dentro de Minas oferece cobertura jornalística dos principais assuntos de interesse locais da cidade de Belo Horizonte e do estado de Minas..
O portal é membro da Associação de Jornalismo Digital (Ajor) e do Sindicato dos Proprietários de Jornais, Revistas e Similares do Estado de Minas Gerais (SINDIJORI).
Em 2024, o Por Dentro de Minas foi finalista na categoria Melhor Site de Notícias Estadual de Minas Gerais do Brasil Publisher Awards (BPA), a primeira premiação nacional dedicada a reconhecer a excelência dos melhores sites, publishers e portais digitais do Brasil. 
.